# Martellina

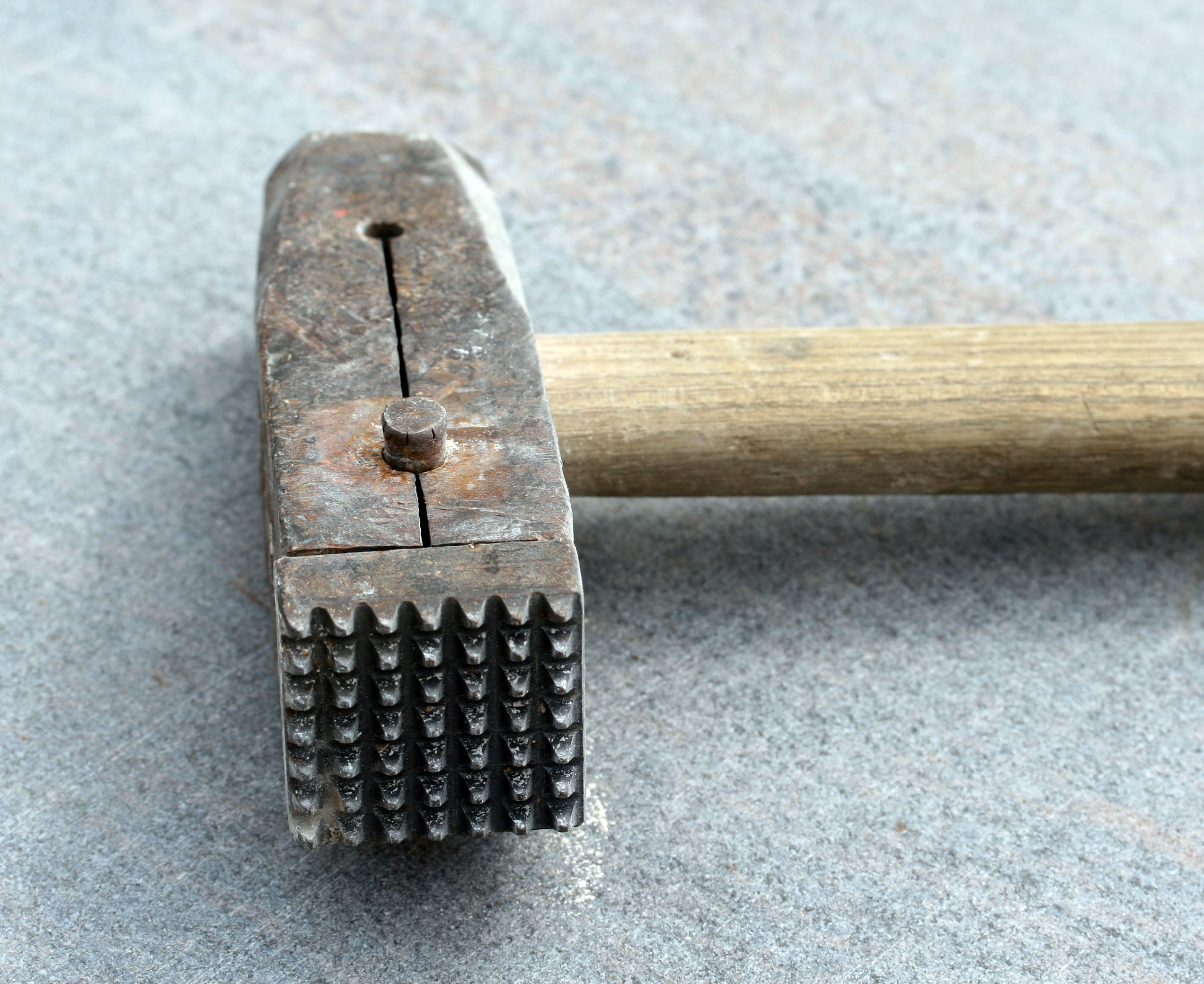
Martellina

Se conoce como martellina a un utensilio en forma de martillo que utilizan los canteros. Está fabricado en acero con una cabeza terminada en agudas puntas de diamante. 
Existen numerosos modelos de este martillo cuadrado cuyo número de dientes, su agudeza, etc. varía según la naturaleza de la piedra que se vaya a trabajar. Por ejemplo, la martellina destinada a trabajar el granito está provista de dientes truncados. Por su parte, la que utilizan los marmolistas es una especie de cincel pero siempre terminado en punta de diamante. 